# Khibinskite
La khibinskite è un minerale.